# Ivica Žurić
Ivica Žurić, né le 9 janvier 1965 à Šibenik, dans la république socialiste de Croatie, est un ancien joueur croate de basket-ball. Il évoluait au poste d'ailier fort.